# Nutha
Nutha ist ein Ortsteil der gleichnamigen Ortschaft der Stadt Zerbst/Anhalt im Landkreis Anhalt-Bitterfeld in Sachsen-Anhalt, (Deutschland).

## Geografie
Das anhaltische als Rundling angelegte Dorf Nutha an der namengebenden Nuthe liegt auf halbem Wege zwischen Magdeburg und Dessau-Roßlau, nur wenige Kilometer von den Städten Zerbst/Anhalt und Barby entfernt. Das Gelände um Nutha ist überwiegend flach und fällt nach Westen allmählich in Richtung Elbe ab.
Die Ortschaft Nutha bildet sich durch die Ortsteile Niederlepte (104 Einwohner), Nutha (101 Einwohner) und Nutha-Siedlung (23 Einwohner).

## Geschichte

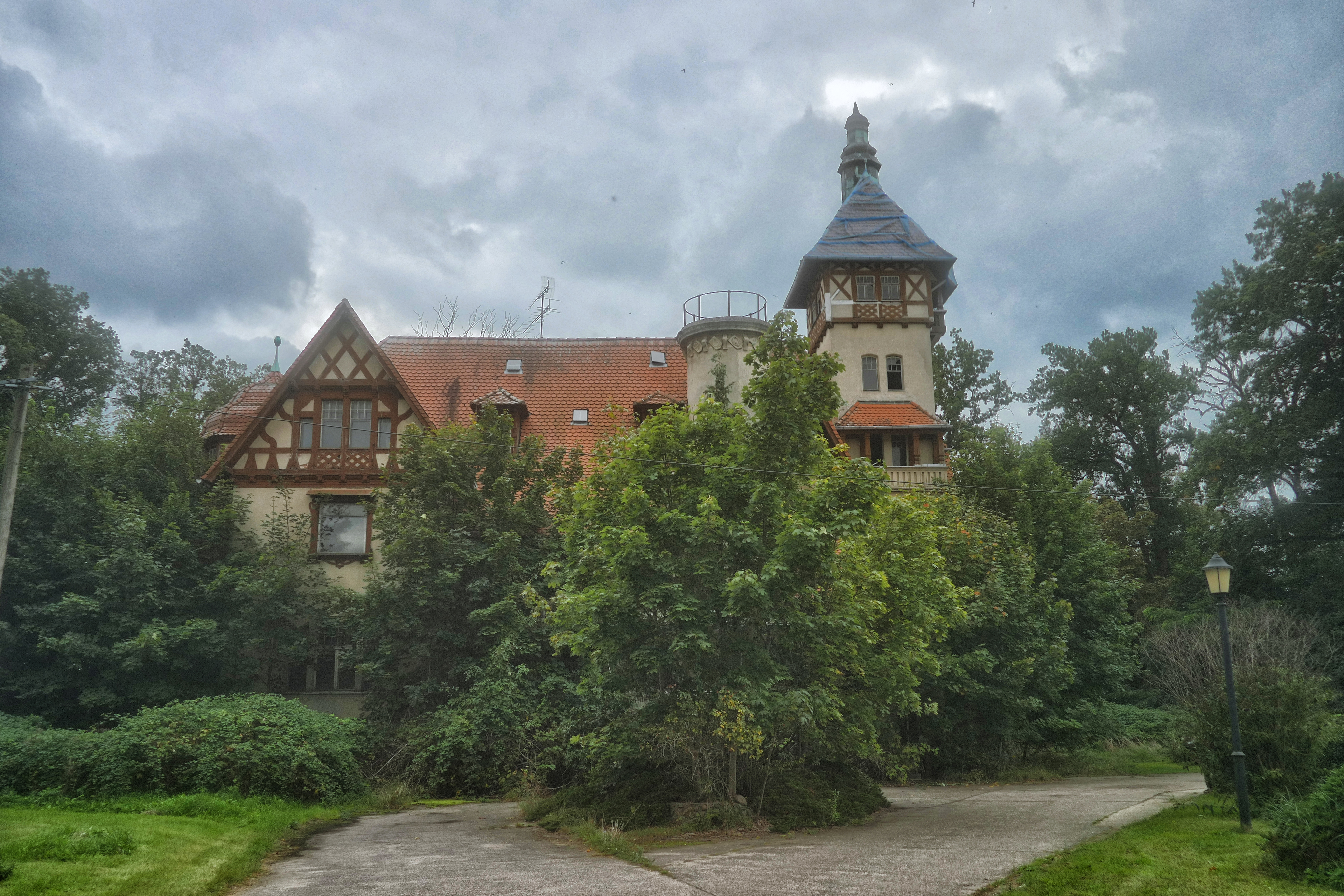
Rittergut Nutha

Im Kern der Ortsgeschichte steht auch die Geschichte des Gutes, welches in den letzten Generationen der anhaltinischen Adelsfamilie von Kalitsch gehörte. Beweisbar ist die Genealogie ab dem Hauptmann a. D. Heinrich Gottlob Johann von Kalitsch (1752–1798), Herrn auf Dobritz und Hagendorf, ist der Besitz in den Händen seiner Familie. Nutha blieb vorerst eine Allodialgut und wurde nicht in den Familienfideikommiss mit eingebunden. Der Kammerherr Friedrich von Kalitsch und seine Frau Auguste Drais von Sauerbronn folgten dann im Besitztum. Dann ging die Begüterung an dessen zweiten Sohn Oberforstmeister Richard von Kalitsch, vermählt mit Pauline von Rauchhaupt. Das Paar wohnte zeitweise in Potsdam.  Richard von Kalitsch begann einst seine berufliche Laufbahn auf der Forstakademie Eberswalde und war Rechtsritter des Johanniterordens, einer beim evangelischen Landadel angesehenen Kongregation. Danach führte der Sohn Werner Detlev von Kalitsch und seine aus der bekannten Verlegerfamilie stammende Ehefrau Margarete Neven DuMont die Besitzung. Kalitsch wurde anhaltinischer Kammerherr und königlich preußischer Hauptmann.
Am 20. Juli 1950 wurde die bis dahin eigenständige Gemeinde Niederlepte nach Nutha eingemeindet.
Am 1. Januar 2010 wurde Nutha mit den zugehörigen Ortsteilen Niederlepte, Nutha-Siedlung nach Zerbst/Anhalt eingemeindet.

## Politik

### Ortschaftsrat
Als Ortschaft der Stadt Zerbst/Anhalt übernimmt ein so genannter Ortschaftsrat die Wahrnehmung der speziellen Interessen des Ortes innerhalb bzw. gegenüber den Stadtgremien. Er wird aus fünf Mitgliedern gebildet.

### Bürgermeister
Letzte Bürgermeisterin der Gemeinde Nutha war Sylvia Rothe.
Als weiteres ortsgebundenes Organ fungiert der Ortsbürgermeister, dieses Amt wird zur Zeit von Sylvia Rothe wahrgenommen.

### Wappen
| | Blasonierung: „In Silber über blauem Wellenschildgrund eine rote, schwarz gefugte Bogenbrücke, im Schildhaupt balkenweise drei rote Mühlensteine mit silbernen Mühleisen.“ |
| Wappenbegründung: Die Farben des Ortes sind Rot - Weiß (Silber), sie dokumentieren die Zugehörigkeit zu Anhalt. In Silber spannt sich über blauem Wellenschildgrund – Symbol für den Fluss Nuthe als Namensgeber für die Gemeinde – eine rote Bogenbrücke. Es handelt sich um die alte Steinbrücke über die Nuthe, die die Ortsteile verbindet und jahrzehntelang das Motiv des Siegelbildes für Nutha war. Die drei roten Mühlsteine, belegt mit silbernen Mühleisen, im Schildhaupt erinnern an die drei ehemaligen Mühlen Nuthas und symbolisieren gleichzeitig die drei Ortsteile der Gemeinde. Das Wappen wurde von der Heraldikerin Erika Fiedler aus Magdeburg gestaltet, am 12. März 1997 durch das Regierungspräsidium Dessau genehmigt und im Landesarchiv Sachsen-Anhalt unter der Wappenrollennummer 18/1997 registriert. | |

### Flagge
Die Flagge ist rot - weiß (1:1) längsgestreift und das Wappen ist mittig auf die Flagge aufgelegt.

## Gedenkstätten
- Grabstätten auf dem Ortsfriedhof für einen sowjetischen und einen polnischen Zwangsarbeiter, die während des Zweiten Weltkrieges nach Deutschland verschleppt und Opfer von Zwangsarbeit wurden. Der Pole wurde öffentlich erhängt

- Denkmal für die gefallenen deutschen Soldaten der beiden Weltkriege aus den umliegenden Dörfern an der Nuthebrücke zwischen Nutha, Niederlepte und Hohenlepte

## Verkehrsanbindung
Durch die nur vier Kilometer entfernte Stadt Zerbst führen die Bundesstraßen 184 und 187a. Die nächsten Bahnhöfe befinden sich in Zerbst sowie im Nachbarort Güterglück (Bahnlinie Magdeburg–Dessau-Roßlau).

## Sport
Jährlich findet an der Nuthaschen Mühle im Mai ein Grasbahnrennen und im Oktober ein Sandbahnrennen statt.